# Chennaiyin Football Club 2022-2023
Questa voce raccoglie le informazioni riguardanti il Chennaiyin nelle competizioni ufficiali della stagione 2022-2023.

## Maglie e sponsor
| Casa | Trasferta | Terza |

## Organico

### Rosa
| N. |                    | Ruolo | Calciatore                |
| -- | ------------------ | ----- | ------------------------- |
| 1  | India (bandiera)   | P     | Samik Mitra               |
| 3  | Senegal (bandiera) | D     | Fallou Diagne             |
| 4  | India (bandiera)   | D     | Gurmukh Singh             |
| 5  | India (bandiera)   | D     | Mohammad Sajid Dhot       |
| 6  | Iran (bandiera)    | D     | Vafa Hakhamaneshi         |
| 7  | India (bandiera)   | C     | Ninthoinganba Meetei      |
| 8  | India (bandiera)   | C     | Edwin Sydney Vanspaul     |
| 9  | Croazia (bandiera) | A     | Petar Slišković           |
| 11 | India (bandiera)   | A     | Rahim Ali                 |
| 12 | Ghana (bandiera)   | A     | Kwame Karikari            |
| 13 | India (bandiera)   | D     | Ajith Kumar               |
| 14 | India (bandiera)   | C     | Alexander Romario Jesuraj |
| 15 | India (bandiera)   | C     | Anirudh Thapa             |
| 18 | India (bandiera)   | C     | Sourav Das                |
| 19 | India (bandiera)   | C     | Sajal Bag                 |
| 20 | India (bandiera)   | C     | Mohammed Rafique          |
| 21 | India (bandiera)   | D     | Narayan Das               |
| 22 | India (bandiera)   | C     | Chris Anthoy White        |
| 23 | India (bandiera)   | A     | Jobby Justin              |

| N. |                        | Ruolo | Calciatore               |
| -- | ---------------------- | ----- | ------------------------ |
| 24 | India (bandiera)       | P     | Debjit Majumder          |
| 25 | India (bandiera)       | C     | Jockson Dhas             |
| 26 | Germania (bandiera)    | C     | Julius Düker             |
| 27 | India (bandiera)       | D     | Aakash Sangwan           |
| 28 | India (bandiera)       | D     | Monotosh Chakladar       |
| 29 | India (bandiera)       | D     | Gulab Rauth              |
| 31 | India (bandiera)       | D     | Bikash Yumnam            |
| 32 | India (bandiera)       | P     | Lovepreet Singh          |
| 33 | Paesi Bassi (bandiera) | C     | Abdenasser El Khayati    |
| 34 | India (bandiera)       | A     | Senthamil Senbagam       |
| 35 | India (bandiera)       | P     | Devansh Dabas            |
| 36 | India (bandiera)       | D     | Aqib Nawab               |
| 37 | India (bandiera)       | C     | Jiteshwor Singh          |
| 42 | India (bandiera)       | C     | Syed Suhail Pasha        |
| 45 | India (bandiera)       | A     | Mohamed Liyaakath        |
| 47 | India (bandiera)       | A     | Vincy Barretto           |
| 66 | India (bandiera)       | C     | Prasanth Karuthadathkuni |
| 77 | India (bandiera)       | C     | Givson Singh             |

### Altri giocatori
| N. |                  | Ruolo | Calciatore         |
| -- | ---------------- | ----- | ------------------ |
|    | India (bandiera) | D     | Lijo Francis       |
|    | India (bandiera) | D     | Salam Ranjan Singh |

| N. |                    | Ruolo | Calciatore        |
| -- | ------------------ | ----- | ----------------- |
|    | Brasile (bandiera) | C     | Rafael Crivellaro |

### Staff tecnico
- Thomas Brdarić - Allenatore
- Matko Djarmati - Vice allenatore
- Raman Vijayan - Vice allenatore
- Milorad Nikolić - Allenatore portieri

## Calciomercato
| Acquisti | Acquisti                  | Acquisti          | Acquisti      |
| R.       | Nome                      | da                | Modalità      |
| -------- | ------------------------- | ----------------- | ------------- |
| P        | Debjit Majumder           |                   |               |
| P        | Samik Mitra               |                   |               |
| P        | Devansh Dabas             |                   |               |
| P        | Lovepreet Singh           | Indian Arrows     | Definitivo    |
| D        | Melroy Assisi             | Rajasthan Utd     | Fine prestito |
| D        | Gurmukh Singh             | Rajasthan Utd     | Definitivo    |
| D        | Monotosh Chakladar        | Madan Maharaj     | Definitivo    |
| D        | Mohammad Sajid Dhot       |                   |               |
| D        | Aakash Sangwan            | Punjab FC         | Definitivo    |
| D        | Fallou Diagne             |                   | Svincolato    |
| D        | Vafa Hakhamaneshi         |                   | Svincolato    |
| D        | Lijo Francis              | Madan Maharaj     | Definitivo    |
| D        | Reagan Singh              |                   |               |
| D        | Salam Ranjan Singh        |                   |               |
| D        | Narayan Das               |                   |               |
| D        | Aqib Nawab                |                   |               |
| D        | Balaji Ganesan            |                   |               |
| D        | Ajith Kumar               | Bengaluru         | Definitivo    |
| D        | Gulab Rauth               | RF Young Champs   | Definitivo    |
| D        | Rahul Manjula             |                   |               |
| C        | Rafael Crivellaro         |                   |               |
| C        | Lallianzuala Chhangte     | Mumbai City       | Fine prestito |
| C        | Alexander Romario Jesuraj |                   | Svincolato    |
| C        | Sajal Bag                 | BSS Sporting      | Definitivo    |
| C        | Anirudh Thapa             |                   |               |
| C        | Sourav Das                | East Bengal       | Definitivo    |
| C        | Jiteshwor Singh           | NEROCA            | Definitivo    |
| C        | Mohammed Rafique          | East Bengal       | Definitivo    |
| C        | Ninthoinganba Meetei      |                   |               |
| C        | Jockson Dhas              | Madan Maharaj     | Definitivo    |
| C        | Edwin Sydney Vanspaul     |                   |               |
| C        | Subhadip Majhi            |                   |               |
| C        | Syed Suhail Pasha         |                   |               |
| C        | Johnson Joseph Mathews    |                   |               |
| C        | Julius Düker              |                   | Svincolato    |
| C        | Prasanth Karuthadathkuni  | Kerala Blasters   | Definitivo    |
| C        | Chris Anthoy White        | Chennaiyin B      | Definitivo    |
| C        | Abdenasser El Khayati     |                   | Svincolato    |
| A        | Vincy Barretto            | Kerala Blasters   | Definitivo    |
| A        | Petar Slišković           | Wehen Wiesbaden   | Definitivo    |
| A        | Kwame Karikari            | Nakhon Ratchasima | Definitivo    |
| A        | Rahim Ali                 |                   |               |
| A        | Mohamed Liyaakath         |                   |               |
| A        | Jobby Justin              |                   |               |
| A        | Senthamil Senbagam        | Muthoot FA        | Definitivo    |

| Cessioni | Cessioni               | Cessioni        | Cessioni   |
| R.       | Nome                   | a               | Modalità   |
| -------- | ---------------------- | --------------- | ---------- |
| P        | Vishal Kaith           | ATK Mohun Bagan | Definitivo |
| D        | Jerry Lalrinzuala      |                 | Svincolato |
| D        | Deepak Devrani         |                 | Svincolato |
| D        | Davinder Singh         |                 | Svincolato |
| D        | Slavko Damjanović      |                 | Svincolato |
| D        | Melroy Assisi          | Rajasthan Utd   | Definitivo |
| D        | Reagan Singh           | Hyderabad       | Prestito   |
| D        | Balaji Ganesan         | Chennaiyin B    | Definitivo |
| D        | Rahul Manjula          | Chennaiyin B    | Definitivo |
| C        | Germanpreet Singh      |                 | Svincolato |
| C        | Vladimir Koman         |                 | Svincolato |
| C        | Nerijus Valskis        |                 | Svincolato |
| C        | Ariel Borysiuk         |                 | Svincolato |
| C        | Dhanpal Ganesh         |                 | Svincolato |
| C        | Subhadip Majhi         | Chennaiyin B    | Definitivo |
| C        | Johnson Joseph Mathews | Chennaiyin B    | Definitivo |
| A        | Łukasz Gikiewicz       |                 | Svincolato |
| A        | Lallianzuala Chhangte  | Mumbai City     | Definitivo |

### Mercato invernale
| Acquisti | Acquisti      | Acquisti        | Acquisti   |
| R.       | Nome          | da              | Modalità   |
| -------- | ------------- | --------------- | ---------- |
| D        | Bikash Yumnam | Punjab FC       | Definitivo |
| C        | Givson Singh  | Kerala Blasters | Prestito   |

| Cessioni | Cessioni           | Cessioni   | Cessioni   |
| R.       | Nome               | a          | Modalità   |
| -------- | ------------------ | ---------- | ---------- |
| P        | Lovepreet Singh    | Kenkre     | Prestito   |
| D        | Salam Ranjan Singh | TRAU       | Definitivo |
| C        | Rafael Crivellaro  | Jamshedpur | Definitivo |
| C        | Syed Suhail Pasha  | TRAU       | Definitivo |
| A        | Jobby Justin       |            | Svincolato |

## Risultati

### Indian Super League
| Arbitro: | Crystal J. |

|                  |           |                                         |
| Manvir Singh 26’ | Marcatori | 64’ (Rig.) Kwame Karikari 83’ Rahim Ali |

| Arbitro: | Crystal J. |

|                                |           |                |
| Prasanth Karuthadathkuni 45+1’ | Marcatori | 5’ Roy Krishna |

| Arbitro: | Banerjee M. |

|  |           |                                     |
|  | Marcatori | 10’ Redeem Tlang 90+2’ Noah Sadaoui |

| Arbitro: | Bora U. |

|  |           |                       |
|  | Marcatori | 69’ Vafa Hakhamaneshi |

| Arbitro: | Kanojia A. |

|                                               |           | |
| Petar Slišković 20’ Abdenasser El Khayati 32’ | Marcatori | 34’ Jorge Pereyra Díaz 45+3’ (Rig.) Greg Stewart 49’ Vinit Rai 60’ Vignesh Dakshinamurthy 65’ Alberto Noguera 90+1’ Bipin Singh |

| Arbitro: | Singh P. |

|                                                                  |           |                   |
| Petar Slišković 27’ Vincy Barretto 77’ Abdenasser El Khayati 85’ | Marcatori | 76’ Ishan Pandita |

| Arbitro: | Purkayastha A. |

|                                                                                 |           |                                         |
| Vafa Hakhamaneshi 31’ (A.g.) Diego Maurício 48’ (Rig.) Nandha Kumar Sekar 90+5’ | Marcatori | 60’, 90+4’ (Rig.) Abdenasser El Khayati |

| Arbitro: | Kumar Gupta R. |

|                     |           |                                                                 |
| Petar Slišković 79’ | Marcatori | 66’ Holicharan Narzary 75’ Chinglensana Singh 86’ Borja Herrera |

| Arbitro: | Rowan A. |

|                                                                         |           | |
| Wilmar Jordán Gil 36’ (Rig.) Romain Philippoteaux 73’ Rochharzela 90+5’ | Marcatori | 11’, 40’, 48’ Abdenasser El Khayati 45+2’, 57’ Petar Slišković 68’ Julius Düker 79’ (A.g.) Joe Zoherliana |

| Arbitro: | Kundu H. |

|                    |           |                       |
| Vincy Barretto 48’ | Marcatori | 24’ Sahal Abdul Samad |

| Arbitro: | Banerji P. |

|                                            |           |                     |
| Lallianzuala Chhangte 38’ Greg Stewart 58’ | Marcatori | 34’ Petar Slišković |

| Arbitro: | Singh P. |

|                     |           |                                        |
| Ritwik Das 17’, 56’ | Marcatori | 60’ Vincy Barretto 68’ Petar Slišković |

| Arbitro: | Bora U. |

|                                |           |                     |
| Bartholomew Ogbeche 87’ (Rig.) | Marcatori | 57’ Petar Slišković |

| Chennai 21 gennaio 2023, ore 15:00 UTC+5:30 16ª giornata | Chennaiyin     | 0 – 0 referto | ATK Mohun Bagan | Marina Arena\| Arbitro: \| Kumar Gupta R. \| |
| Arbitro:                                                 | Kumar Gupta R. |               |                 |                                              |

| Arbitro: | Nagvenkar T. |

|                                       |           |                           |
| Sivasakthi N 15’, 23’ Rohit Kumar 30’ | Marcatori | 59’ Edwin Sydney Vanspaul |

| Arbitro: | Mondal P. |

|                                             |           |                                            |
| Anirudh Thapa 25’ Abdenasser El Khayati 57’ | Marcatori | 24’ Diego Maurício 48’ Isak Vanlalruatfela |

| Arbitro: | Crystal J. |

|                                           |           |                          |
| Adrián Luna 38’ Rahul Kannoly Praveen 64’ | Marcatori | 2’ Abdenasser El Khayati |

| Arbitro: | Kundu H. |

|                                        |           |  |
| Lalchungnunga 48’ (A.g.) Rahim Ali 87’ | Marcatori |  |

| Arbitro: | Kanojia A. |

|                  |           |                                |
| Noah Sadaoui 48’ | Marcatori | 10’, 73’ (Rig.) Kwame Karikari |

| Arbitro: | Rowan A. |

|                                                                   |           |                                              |
| Rahim Ali 3’ Kwame Karikari 56’ Anirudh Thapa 62’ Sajal Bag 90+3’ | Marcatori | 51’, 80’ Wilmar Jordán Gil 74’ Parthib Gogoi |

#### Andamento in campionato
| Giornata  | 1 | 2 | 3 | 4 | 5 | 6 | 7 | 8 | 9 | 10 | 11 | 12 | 13 | 14 | 15 | 16 | 17 | 18 | 19 | 20 | 21 | 22 |
| --------- | - | - | - | - | - | - | - | - | - | -- | -- | -- | -- | -- | -- | -- | -- | -- | -- | -- | -- | -- |
| Luogo     | T | C | C | X | T | C | C | T | C | T  | C  | T  | X  | T  | T  | C  | T  | C  | T  | C  | T  | C  |
| Risultato | V | N | P | X | V | P | V | P | P | V  | N  | P  | X  | N  | N  | N  | P  | N  | P  | V  | V  | V  |
| Posizione | 3 | 3 | 6 | 8 | 6 | 7 | 7 | 7 | 7 | 7  | 7  | 7  | 7  | 7  | 7  | 8  | 8  | 8  | 8  | 8  | 8  | 8  |

Legenda:

Luogo: C = Casa; T = Trasferta. Risultato: V = Vittoria; N = Pareggio; P = Sconfitta.

### Super Cup
| Arbitro: | Banerjee P. |

|                                                               |           |                                         |
| Rahim Ali 16’, 82’ Edwin Sydney Vanspaul 33’ Julius Düker 50’ | Marcatori | 42’ Rochharzela 90+2’ Laldanmawia Ralte |

| Manjeri 15 aprile 2023, ore 13:30 UTC+5:30 2ª giornata | Churchill Brothers | 0 – 0 referto | Chennaiyin | Payyanad Stadium (2 225 spett.)\| Arbitro: \| Purkayastha A. \| |
| Arbitro:                                               | Purkayastha A.     |               |            |                                                                 |

| Arbitro: | Kundu H. |

|                    |           |  |
| Ayush Chhikara 33’ | Marcatori |  |

#### Andamento in coppa
| Giornata  | 1 | 2 | 3 |  |
| --------- | - | - | - |  |
| Luogo     | C | T | T |  |
| Risultato | V | N | P |  |
| Posizione | 1 | 1 | 3 |  |

Legenda:

Luogo: C = Casa; T = Trasferta. Risultato: V = Vittoria; N = Pareggio; P = Sconfitta.

### Durand Cup

#### 1º turno
| Arbitro: | Purkayastha A. |

|                          |           |                           |
| Düker 89’ Vanspaul 90+4’ | Marcatori | 54’ Khongsai 90+6’ Lilton |

| Arbitro: | Arumughan R. |

|                                         |           |           |
| João Victor 56’ (Rig.) Ogbeche 64’, 74’ | Marcatori | 43’ Thapa |

| Arbitro: | Rowan A. |

|                     |           |                                                |
| Tursunov 45’ (Rig.) | Marcatori | 1’, 55’ Slišković 20’ (Rig.) Karikari 51’ Vafa |

| Arbitro: | Mondal P. |

|  |           |                    |
|  | Marcatori | 15’ Thapa 71’ Vafa |

##### Andamento
| Giornata  | 1 | 2 | 3 | 4 | 5 |
| --------- | - | - | - | - | - |
| Luogo     | C | X | T | T | T |
| Risultato | N | X | P | V | V |
| Posizione | 3 | 4 | 5 | 2 | 2 |

Legenda:

Luogo: C = Casa; T = Trasferta. Risultato: V = Vittoria; N = Pareggio; P = Sconfitta.

#### Quarti di finale
| Calcutta 11 settembre 2022, ore 14:30 UTC+5:30                                                                     | Mumbai City | 5 – 3 referto                      | Chennaiyin | Salt Lake Stadium |
| \| \| \| \| \| Lallianzuala 78’, 94’ Stewart 40’, 100’, 118’ \| Marcatori \| 59’ Slišković 89’ Jockson 112’ Ali \| |             |                                    |            |                   |
| |             |                                    |            |                   |
| Lallianzuala 78’, 94’ Stewart 40’, 100’, 118’                                                                      | Marcatori   | 59’ Slišković 89’ Jockson 112’ Ali |            |                   |